# 長嶺 (宮崎市)
長嶺（ながみね）とは、宮崎県宮崎市内の地名。正式には「宮崎市大字長嶺」の表記となる。生目地域自治区に属している。郵便番号は880-2115。

## 地理
宮崎市の中西部、生目地域自治区に属する。
北を大字富吉、東を浮田、南を大字細江、西を高岡町上倉永と接する。

## 歴史
- 1889年（明治22年）5月1日 - 町村制の施行により、宮崎郡浮田村・生目村・細江村・長嶺村・跡江村・富吉村・柏原村・小松村の区域をもって生目村が発足。
- 1963年（昭和38年）4月1日 - 宮崎市が生目村を編入。大字長嶺が成立。
- 2006年（平成18年）1月1日 - 生目地域自治区に所属となる。

## 世帯数と人口
2023年（令和5年）8月1日現在の世帯数と人口は以下の通りである。
| 町丁     | 世帯数  | 人口  |
| -------- | ------- | ----- |
| 大字長嶺 | 131世帯 | 240人 |

## 小・中学校の学区
市立小・中学校に通う場合、学区は以下の通りとなる。
| 町名     | 小学校             | 中学校               |
| -------- | ------------------ | -------------------- |
| 大字長嶺 | 宮崎市立生目小学校 | 宮崎市立生目南中学校 |

## 交通

### バス
宮交グループの運営するバスが営業している。

### 道路
- 東九州自動車道（通過のみ）
- 農免道路 長嶺地区